# Eland Mk7
O Eland Mk7 é um carro blindado leve Sul-Africano baseado no Panhard AML. Sua permanente tração 4x4 lhe confere a sua mobilidade, e que pode se deslocar rápido e realizar um disparo de baixa pressão com uma arma de 90 milímetros, ou com um lançador de 60 milímetros carregando com granadas, são suas principais armas. A visão noturna fornece em operações à noite o poder de visualizar com equipamentos eficazes, e é fornecido com um moderno sistema de telecomunicações.

## Referência
- Coleção Armas de Guerra - Vol. 11 pág. 56. Abril Coleções, São Paulo, abril de 2010 178p. ISBN 978-85-7971-147-3